# محسن لنگرنشین
محسن لنگرنشین، کارشناس امنیت شبکه و بنگاه‌دار ماشین در تهران بود که در ۱۰ اردیبهشت ۱۴۰۴ در ۳۴ سالگی به اتهام جاسوسی، مشارکت در ترور حسن طهرانی‌مقدم و حسن صیادخدایی و افساد فی الارض در زندان قزلحصار اعدام شد.

## دستگیری
او روز ۱۲ تیر ۱۴۰۲ در مقابل مغازه ماشین فروشی‌اش، به‌دست نیروهای وزارت اطلاعات به اتهام «جاسوسی برای اسراییل» دستگیر شد. حکم اعدام او توسط ابوالقاسم صلواتی در دادگاه انقلاب تهران و علی رازینی، قاضی کشته‌شده شعبه ۴۱ دیوان عالی کشور امضا شد.

## بررسی اجمالی
لنگرنشین در یک فایل صوتی ۲۱ دقیقه‌ای با ایران وایر اعلام کرد که از جمله اتهامات وی مشارکت در کشته شدن حسن طهرانی‌مقدم پدر برنامه موشکی جمهوری اسلامی بوده است که در انفجار پادگان بیدگنه در ملارد در آبان ۱۳۹۰ کشته شد. در این زمان محسن لنگرنشین ۲۰ ساله بوده است. یکی از مستندات پرونده داشتن شماره تلفن برادرزاده حسن طهرانی‌مقدم در شماره تماس‌های او بود. وی اعلام کرد که این شماره تماس مربوط به زمانی بوده که وی به عنوان کارشناس سایبری برای ارتقاء امنیت شبکه کامپیوتری این مجموعه با شرکت معرف وی به دانشگاه همکاری می‌کرده است. وی همچنین با این اتهام رو به رو شد که در سال ۱۴۰۱ در ترور یکی از سرداران سپاه، به‌نام حسن صیادخدایی شرکت داشته است. وی همچنین در این پرونده به دریافت ۱۲۲هزار یورو و رد مال محکوم شده شده بود.

به گفته پدر محسن: 

محسن حدود ۲۳ ماه بازداشت بوده، ۲۰ ماهش را در اوین بوده. از این ۲۰ ماه، ۱۲ ماهش را در بند ۲۰۹ بوده و مابقی آن را در زندان قزل‌حصار کرج بوده است. محسن در شعبه ۱۵ دادگاه انقلاب توسط قاضی صلواتی محاکمه و به اعدام محکوم شده. سه بار درخواست اعاده دادرسی کردیم که هر سه بارش رد شده است. 